# Waldaschaff

Gemeindegebiet mit Gemeindeteilen von Waldaschaff

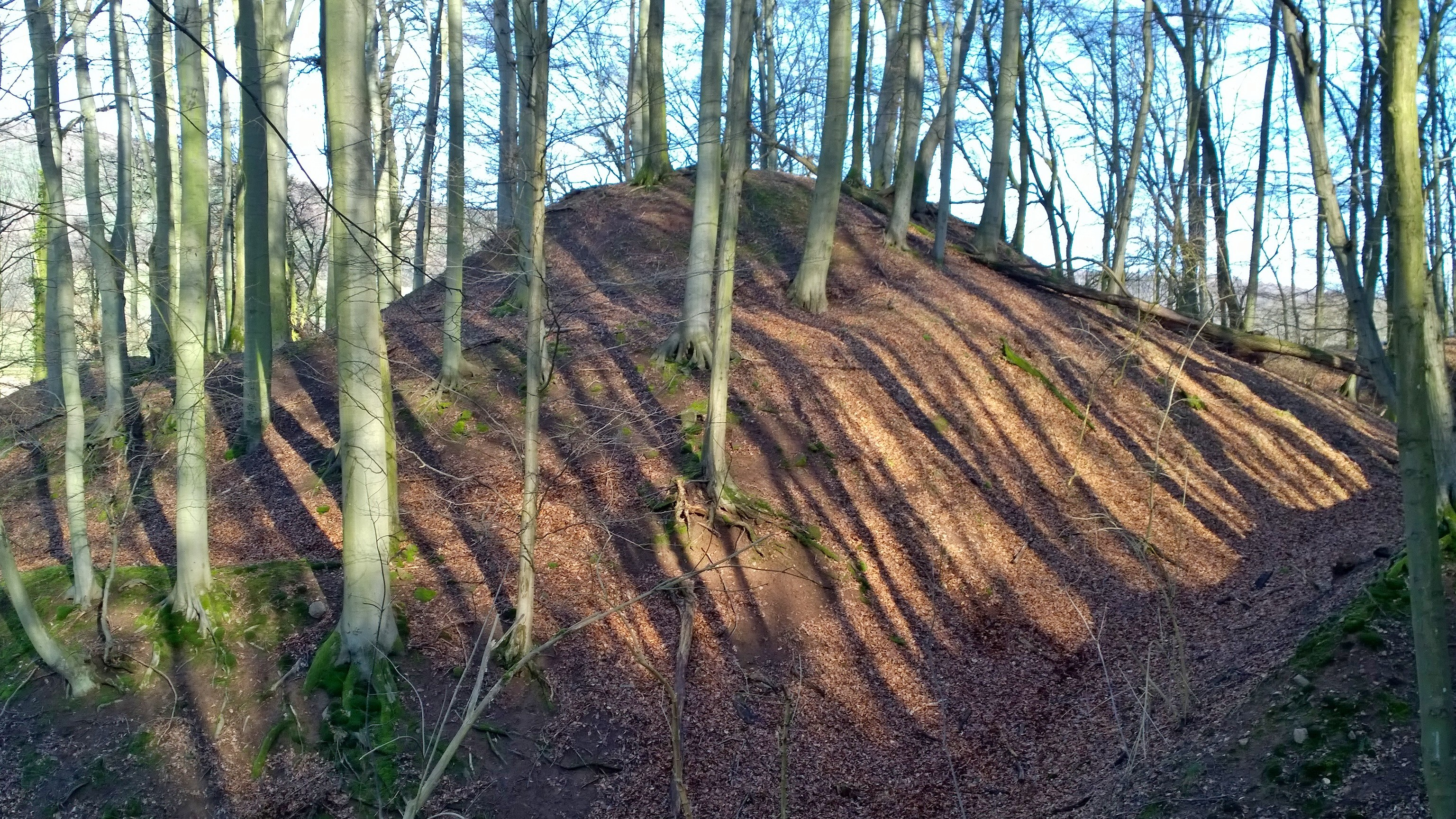
Der Burgstall Wahlmich vor den Ausgrabungen 2016/2018

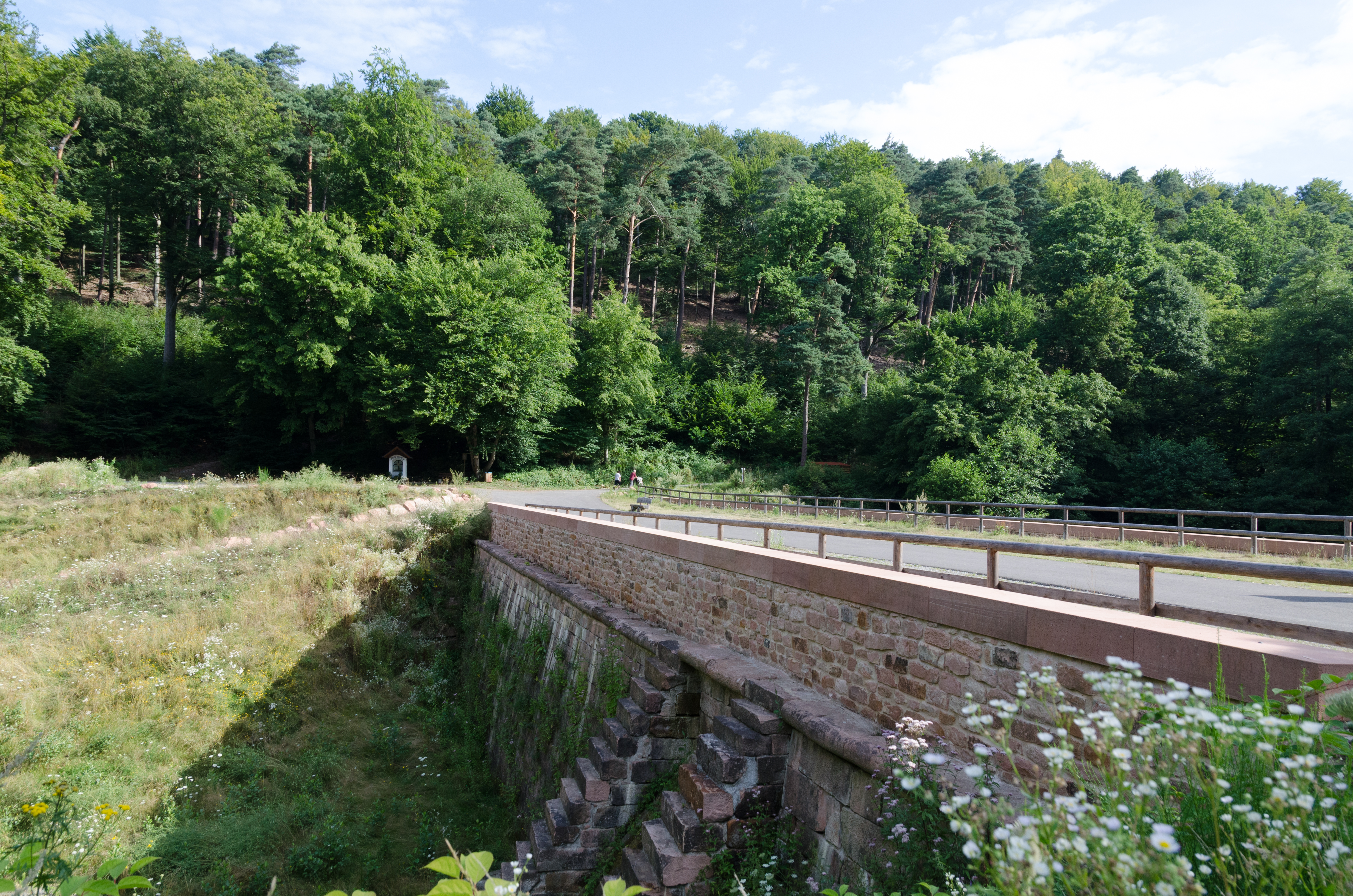
Der Triftsee-Staudamm

Waldaschaff ist eine Gemeinde im unterfränkischen Landkreis Aschaffenburg.

## Geografie

### Geografische Lage
Die Gemeinde liegt im westlichen Franken an der Schwelle zum Hochspessart, ca. 15 km von Aschaffenburg entfernt und auf halber Strecke zwischen Würzburg und Frankfurt am Main. Waldaschaff ist wie viele Dörfer dieser Gegend ein lang gezogener Ort, der sich entlang der Aschaff und der heutigen Hauptstraße konzentriert. Um den Ort herum befinden sich die Wälder des Naturparks Bayerischer Spessart, welcher als Naherholungsgebiet überregionale Bekanntheit genießt. Der staatlich anerkannte Erholungsort liegt an der Bundesautobahn 3 (A 3), welche 2011 durch den Ausbau auf sechs Spuren und den Neubau der Kauppenbrücke aus Lärmschutz-Gründen bis zu 500 Meter weiter vom Ort weg verlegt wurde. Der topographisch höchste Punkt der Gemeindegemarkung befindet sich mit 353 m ü. NHN (Lage) unterhalb des Kauppengipfels (der Gipfel selbst liegt im gemeindefreien Gebiet Waldaschaffer Forst), der niedrigste liegt in der Nähe von Weiler an der Aschaff auf 167 m ü. NHN (Lage).

### Gemeindegliederung
Es gibt drei Gemeindeteile (in Klammern ist der Siedlungstyp angegeben):
- Diezenhof (Einöde)
- Hockenhof (Einöde)
- Waldaschaff (Pfarrdorf)

Östlich von Waldaschaff liegen fünf kleine Exklaven des Gemeindegebietes im Tal des Autenbaches auf der Gemarkung Waldaschaffer Forst.

### Nachbargemeinden
|                     | Waldaschaffer Forst (Gemeindefreies Gebiet) |                                             |
| Gemeinde Bessenbach | Kompassrose, die auf Nachbargemeinden zeigt | Waldaschaffer Forst (Gemeindefreies Gebiet) |
|                     | Waldaschaffer Forst (Gemeindefreies Gebiet) |                                             |

## Name

### Etymologie
Seinen ursprünglichen Namen hat der Ort Aschaff vom Fluss Aschaff, an dem er liegt. Später wurde zur Unterscheidung vom in der Nähe liegenden Ort Aschaff (heute Mainaschaff) der Zusatz Wald, wegen der Lage im Waldgebiet, hinzugefügt. Im Volksmund wird der Ort Wallooscheff ['wal̆ɔʊʃəf] genannt.

### Frühere Schreibweisen
Frühere Schreibweisen des Ortes aus diversen historischen Karten und Urkunden:
- 1184: Aschapha
- 1346: Waltaschaff
- 1542: Waldaschaff

## Geschichte
Frühzeitliche Siedlungsbewegungen durch die Franken (Merowinger und Karolinger) im oberen Aschafftal werden bereits vom 5. Jahrhundert bis in das Jahr 982 n. Chr. vermutet. Trotz fortlaufender Konflikte um die Grundherrschaft im Spessart und insbesondere im Aschafftal durch die Herren von Rieneck und den Mainzer Kurfürsten gehörte das obere Aschafftal als Bestandteil des Domkapitels Aschaffenburg ab dem Jahr 982 bis in das Jahr 1803 dem Kurfürstentum Mainz an. Erste nachweisbare Besiedlungen sind erst im 11. Jahrhundert n. Chr. durch die Grafen von Rieneck fassbar. Erste Rodungen auf der Nordflanke des westlichen Birkenberges wurden vom Bessenbachtal aus vorgetragen. In deren Folge wurden die ersten Bauernhöfe wie der heute noch stehende Hockenhof gegründet. Auch eine sog. erste Molstatt (Mühle) war dabei. Das bedeutendste Niederadelsgeschlecht, die Herren von Wyler (von Weiler), wurden durch die Grafen von Rieneck mit der von ihnen erbauten Burgstelle (Wylerburg) belehnt. Diese lag oberhalb der Höfe auf einem Bergsporn an der Nordflanke des Birkenberges. Die erste bislang bekannte schriftliche Erwähnung von „Waltaschaff“ findet man in dem Försterweistum des Kurfürstentums Mainz, das in den Jahren 1330–1350 für die Mainzer Besitzungen erstellt wurde. Dort ist die Anfang des 14. Jahrhunderts im Autenbachtal erbaute Forsthube, genannt „Ziehlhube bei Waltaschaff“, erwähnt. Durch diese Siedlungsbestrebungen der Mainzer Kurfürsten im Osten und der Bebauungen der Grafen von Rieneck von Westen her, wuchs Waldaschaff über die Jahrhunderte am Zusammenfluss von Autenbach und Kleinaschaff zu einem zusammenhängenden Straßendorf zusammen.

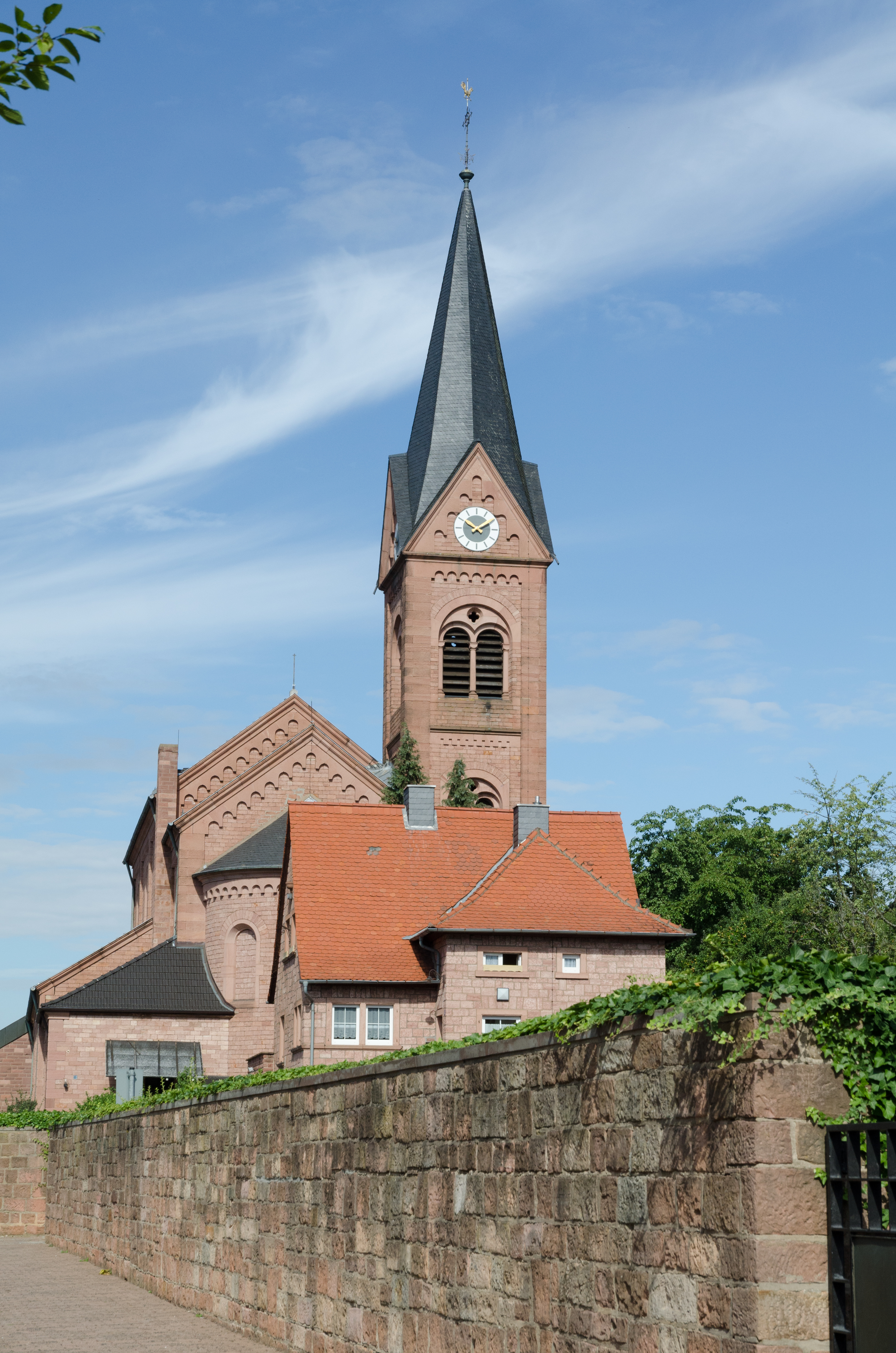
Waldaschaff – Katholische Pfarrkirche St. Michael

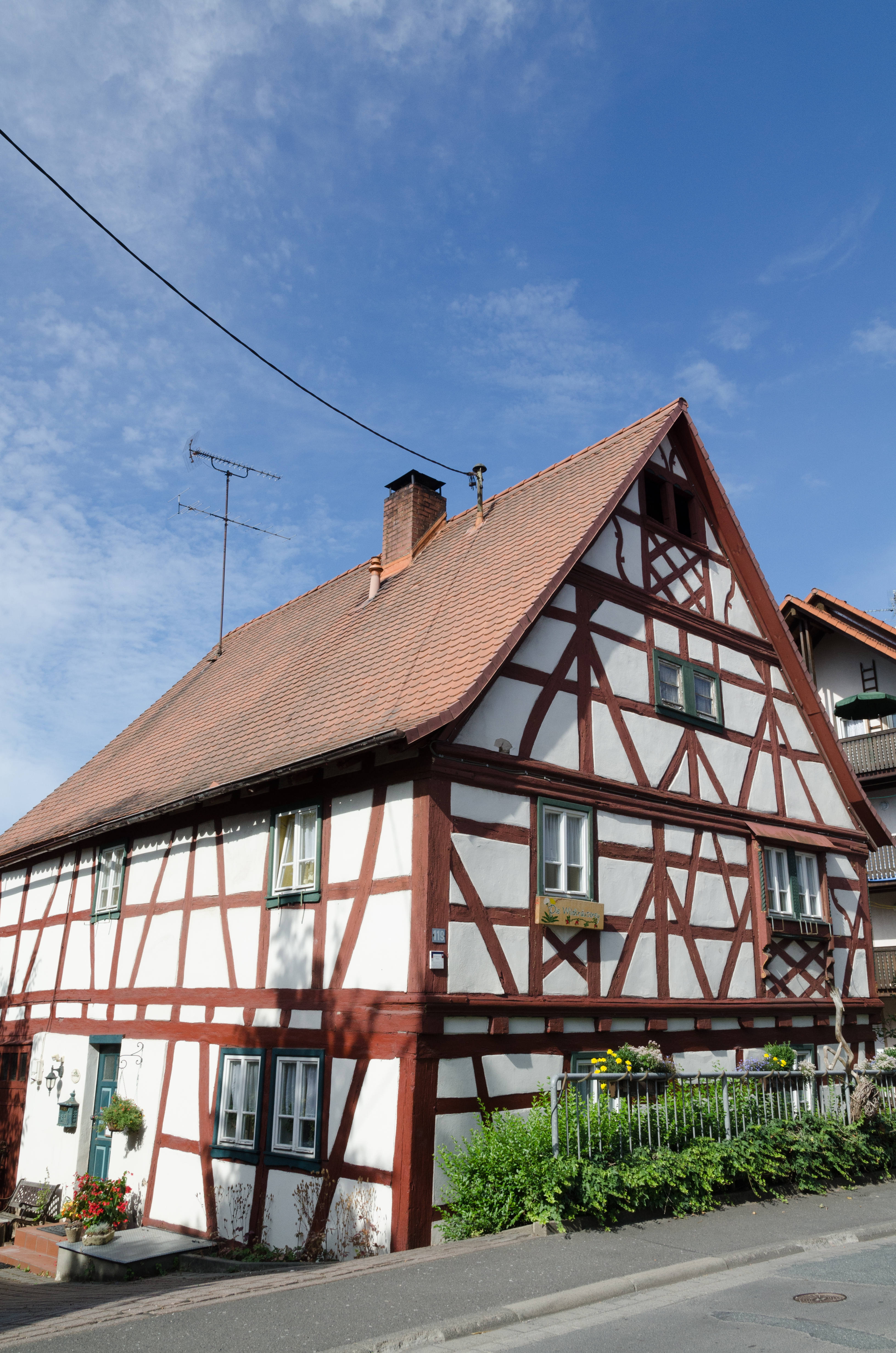
Beispiel eines Fachwerkhauses im Ort

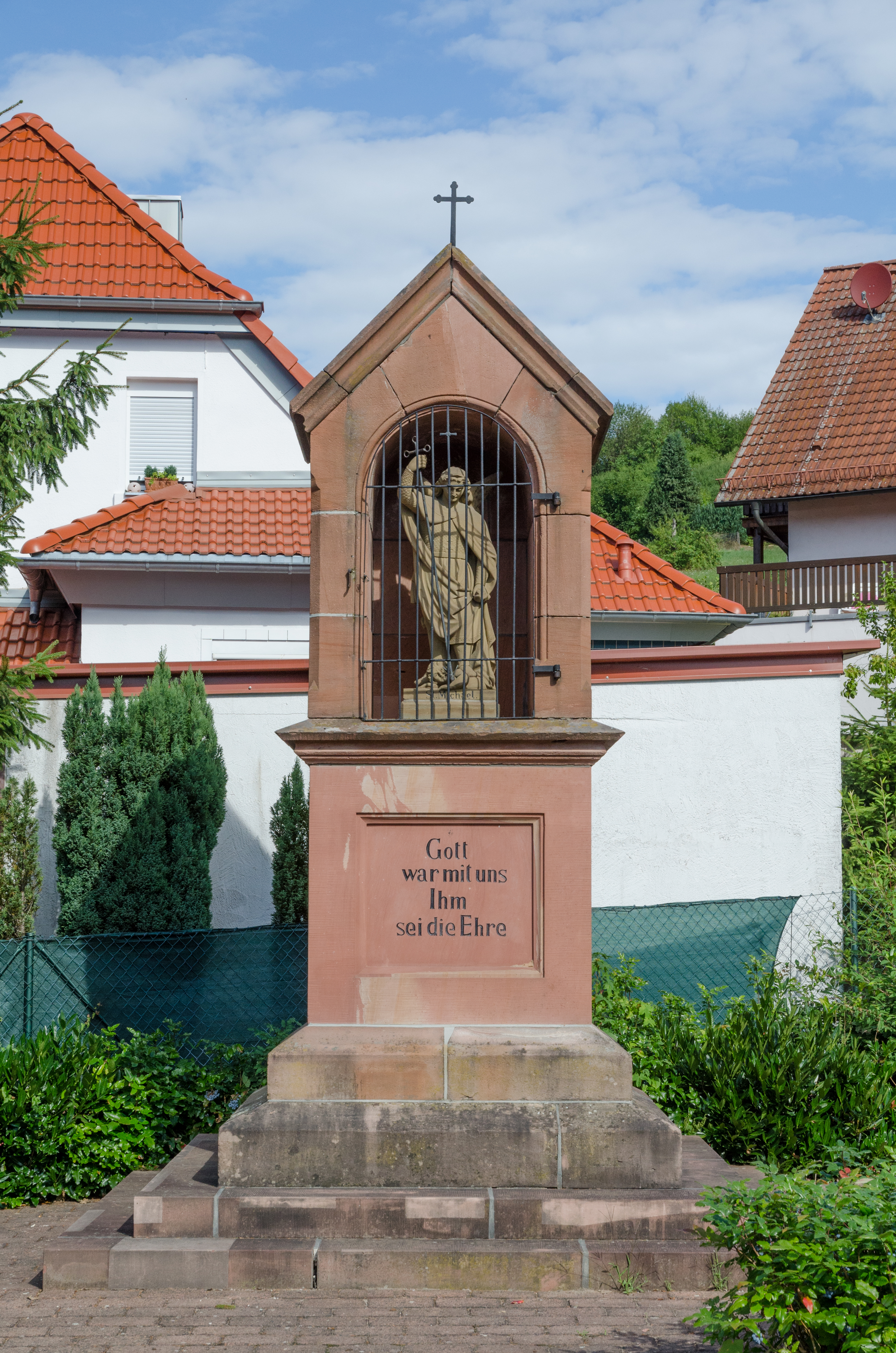
Das Kriegerdenkmal von 1870/71

Das Dorfleben der Waldaschaffer Bevölkerung, die stetig anwuchs, war geprägt von Frondiensten, Hungersnöten/Krankheiten, Waldarbeit und Landwirtschaft. Infolge des Dreißigjährigen Krieges wurde die von Armut geplagte Dorfbevölkerung nahezu ausgelöscht, was durch staatlich geförderte Zuwanderung in der zweiten Hälfte des 17. Jh. vermieden werden konnte.
Nach der Auflösung des Heiligen Römischen Reichs Deutscher Nation 1806 gehörte Waldaschaff zu dem kurzlebigen Fürstentum Aschaffenburg und mit diesem ab 1810 zum Großherzogtum Frankfurt, wo es zusammen mit den Seehäusern und der Spatzenmühle eine Mairie auf dem Verwaltungsgebiet der Districtsmairie Rothenbuch im Departement Aschaffenburg bildete. Maire war Philipp Hussy. Seine Adjuncte hießen Franz Bahmer und Anton Schmitt. Schullehrer war Peter Breunig. 1814 kam Waldaschaff zum Königreich Bayern, wo es im Verwaltungsgebiet des Landgerichtes älterer Ordnung Rothenbuch lag.
Am 1. Juli 1862 wurde aus den Landgerichten Aschaffenburg und Rothenbuch das Bezirksamt Aschaffenburg gebildet. 1939 wurde dafür wie überall im Deutschen Reich die Bezeichnung Landkreis eingeführt. Waldaschaff war damit eine der 33 Gemeinden im Altkreis Aschaffenburg. Dieser schloss sich am 1. Juli 1972 mit dem Landkreis Alzenau in Unterfranken zum neuen Landkreis Aschaffenburg zusammen.
Durch die einsetzende Industrialisierung wurde in Waldaschaff ein Eisenhammer errichtet, der wie die Schwerspat-Gruben rund um Waldaschaff für Arbeitsplätze im Ort sorgten. Trotzdem mussten viele Waldaschaffer Männer aus dem strukturschwachen Spessart (vor allem nach der Schließung des Eisenhammers 1856) bis in das 20. Jahrhundert hinein in die Ferne reisen, um einer geregelten Arbeit nachgehen zu können.
1893/1894 wurde die Kirche St. Michael in Waldaschaff errichtet, zuvor war Waldaschaff der Pfarrei Keilberg zugehörig.
Die Infrastruktur der Gemeinde entwickelte sich durch den Bau der A 3 1958 und ab Mitte der 1960er Jahre deutlich, als die YMOS-Metallwerke erweitert wurden und weitere Betriebe wie die Getränkeindustrie angesiedelt bzw. ausgebaut wurden. Das Gewerbegebiet am Heerbach sowie ein Schul- und Sportzentrum samt einer Turnhalle entstanden. Das bisher einzige Deutsche Medaillenmuseum wurde 1997 auf dem Gelände der Firma Göde eröffnet. Vom 1. Mai 1978 bis 31. Dezember 1993 bildete Waldaschaff mit Rothenbuch die Verwaltungsgemeinschaft Waldaschaff; die Gemeinde Weibersbrunn gehörte der Körperschaft zusätzlich vom 1. Mai 1978 bis 31. Dezember 1979 an.
Im Jahr 2005 entstand im Norden der Gemeinde das Neubaugebiet Ebets-Rodwiese. Seit dem Jahr 2002 kämpfte die Waldaschaffer Ortsbevölkerung mit einer Bürgerinitiative im Zuge des Ausbaus auf sechs Spuren, für die Verlegung der A 3 (bis zu 500 Meter) nach Süden und für ausreichende Lärmschutzmaßnahmen. Diese Forderungen wurden, mit der Unterstützung aus der Landes- und Bundes-Politik im Jahr 2011 in die Tat umgesetzt und somit eine deutliche Verbesserung für die Lebensqualität Waldaschaffs erreicht.
Nach deren Abriss entsteht auf dem Gelände der „alten Kauppenbrücke“ seit dem Jahre 2013 ein Freizeitzentrum (mit Sportplätzen, einem See, Wasserlehrpfad) neben der angrenzenden Festhalle und dem Wanderheim. Die zwei östlichen Brückenpfeiler der ehemaligen Kauppenbrücke blieben erhalten und dienen dem Alpenverein als beliebte Klettermöglichkeit.

### Einwohnerentwicklung
Im Zeitraum 1988 bis 2018 stieg die Einwohnerzahl von 3710 auf 4059 um 349 Einwohner bzw. um 9,4 %.
Quelle: BayLfStat

## Politik

### Gemeinderat
Der Gemeinderat setzt sich aus 16 Mitgliedern zusammen. Die Kommunalwahl am 15. März 2020 führte zu folgender Zusammensetzung:
| Partei                  | CSU    | SPD    | Gesamt   |
| Sitze                   | 9      | 7      | 16 Sitze |
| Stimmenanteil           | 56,8 % | 43,2 % | 100 %    |
| Wahlbeteiligung: 56,9 % |        |        |          |

An der Sitzverteilung hat sich gegenüber der Wahl 2014 nichts geändert.

### Bürgermeister
- 1966–1984: Herbert Brehm (SPD)
- 1984–2004: Peter Winter (CSU)
- seit 5. Januar 2004: Marcus Grimm (CSU), zuletzt am 15. März 2020 wiedergewählt (91,7 %).[8]

### Wappen
| | Blasonierung: „In Rot ein silberner Schrägwellenbalken belegt mit einem schräg liegenden grünen Eichenblatt; oben ein sechsspeichiges silbernes Rad, unten ein silbernes Zahnrad.“ |
| Wappenbegründung: Das sechsspeichige silberne Rad in Rot ist das Wappen des Erzstifts und des Kurstaats Mainz, zu dem die Gemeinde historisch bis 1803 gehörte. Der Schrägwellenbalken und das Eichenblatt stehen für die geografische Lage der Gemeinde an der Aschaff im eichenreichen Wald des Spessart. Beide, der Fluss und der Wald, sind auch im Ortsnamen enthalten. Das Zahnrad weist als Industriesymbol auf die neuzeitliche Entwicklung der Gemeinde zu einem bedeutenden Industriestandort hin. Das Wappen wird seit dem 21. August 1968 geführt. Es wurde 2014 durch die Gemeinde Waldaschaff aktualisiert und angepasst. | |

### Städtepartnerschaften
- Irland: Waldaschaff unterhält partnerschaftliche Beziehungen mit Clonakilty.

## Kultur und Sehenswürdigkeiten
Die bekanntesten Sehenswürdigkeiten Waldaschaffs sind das Rathaus, die Kirche St. Michael, das Kauppenkreuz auf dem Kauppenberg, der restaurierte Triftdamm samt Seehaus im Autenbachtal, sowie das Deutsche Medaillenmuseum auf dem Göde-Gelände. Mehrere restaurierte Bildstöcke prägen ebenso das Ortsbild wie auch einige ältere Fachwerkhäuser, das älteste (ein früherer Hof der Herren von Hettersdorf) aus dem Jahre 1665 befindet sich an der heutigen Hauptstraße. Westlich des Ortes über die A3 hinweg liegt der Burgstall Wahlmich, der 2016 in Zusammenarbeit des ASP mit dem Verein für Heimatpflege Waldaschaff archäologisch ergraben wurde.

## Wirtschaft

### Infrastruktur
Die Gemeinde Waldaschaff ist über die A 3 (Anschlussstelle Bessenbach/Waldaschaff) und die Bundesstraßen B 8 und B 26 (jeweils über die Ortsstraße AB 4 erreichbar) an das Verkehrsnetz angeschlossen, wodurch eine schnelle und verkehrsgünstige Anbindung an die Region Würzburg und das Rhein-Main-Gebiet gewährleistet wird. Die nächstgelegenen Städte sind Aschaffenburg im Westen und Lohr am Main im Osten. Der nächste Bahnhof befindet sich im fünf Kilometer entfernten Hösbach-Bahnhof. Der nächste Hafen ist am Main der Bayernhafen Aschaffenburg. Drei Buslinien stellen den öffentlichen Personennahverkehr (ÖPNV) Richtung Aschaffenburg über den Bahnhof Hösbach und Richtung Weibersbrunn/Rothenbuch/Lohr sicher. Eine leistungsfähige DSL-Anbindung ist seit März 2012 vorhanden.
Im Westen der Gemeinde befindet sich das Gewerbegebiet „Am Heerbach“ mit zahlreichen ansässigen Unternehmen.

### Ansässige Unternehmen
Eines der bekanntesten Unternehmen in Waldaschaff ist die Waldaschaff Automotive GmbH (vormals bis 2009 WAGON Automotive GmbH bzw. bis 1998 YMOS AG), ein seit 1937 ansässiger Automobilzulieferer.
Weitere Unternehmen sind die Spessartquellen GmbH (Heerbach Mineralwasser), ein Getränkehersteller, Gagarin Arbeitsbühnen GmbH, ein Baumaschinenvermieter und das Bayerische Münzkontor – sie machen den Ort zu einem der bedeutendsten Industriestandorte im Spessart. Die selbständige Raiffeisenbank Waldaschaff-Heigenbrücken eG hat ihren Sitz in Waldaschaff. Auch viele kleinere Firmen haben sich aufgrund der günstigen Lage in dem ehemaligen Luftkurort angesiedelt.

## Forschung
Waldaschaff ist Sitz der 1998 von Michael Göde gegründeten Göde-Stiftung mit angeschlossenem „Institut für Gravitationsforschung“, das verschiedene Experimente, die angeblich einen antigravitativen Effekt zeigen sollen, zu reproduzieren versucht hat. Die Stiftung hat einen Preis von einer Million Euro für eine definierte Experimentalaufgabe zum Nachweis der Antigravitation ausgelobt.

## Öffentliche Einrichtungen

### Feuerwehr
Die Feuerwehr Waldaschaff wurde 1873 als Freiwillige Feuerwehr gegründet. Bis in die 1950er Jahre war die Hauptaufgabe der Feuerwehr Waldaschaff die Brandbekämpfung, bis die technische Hilfeleistung, zum Beispiel auf der Autobahn A3, Einzug hielt. Der Fuhrpark wurde entsprechend angepasst.
Das Einsatzgebiet umfasst auf der Autobahn A3 die Strecke bis nach Marktheidenfeld in Fahrtrichtung Würzburg und auf der Gegenfahrbahn in Fahrrichtung Frankfurt bis zur hessischen Landesgrenze. Des Weiteren ist die Feuerwehr Waldaschaff in diverse Alarmpläne der anderen Landkreiswehren eingebunden. Die erklärt auch die hohe Einsatzzahl von über 300 Einsätzen pro Jahr (Durchschnitt von 2008 bis 2014). Von der Gesamtzahl der Einsätze sind zwei Drittel Technische Hilfeleistungen (THL), der Rest teilt sich in Brände, Sicherheitswachen und Sanitätseinsätze auf. Zur Jahrtausendwende wurde durch die Feuerwehr Waldaschaff, die „First-Responder“ (FR) Gruppe gegründet. Die Aufgaben der FR-Gruppe ist es, mit qualifizierter Erste-Hilfe die Zeit zwischen dem Eintreffen des ersten Fahrzeuges des Rettungsdienstes zu überbrücken. Das Einsatzgebiet umfasst den Ortsbereich von Waldaschaff, in Ausnahmefällen auch benachbarte Orte.
Des Weiteren befindet sich bei der Firma Waldaschaff Automotive eine Werkfeuerwehr.

### Bildung
Die Volksschule Waldaschaff untergliedert sich in eine Grund-, Haupt- und Mittelschule, die aktuell knapp 300 Schülern Platz bietet. Dem Schulverband Waldaschaff gehören auch die Gemeinden Rothenbuch und Weibersbrunn an, von wo Schüler ab der 5. Jahrgangsstufe die Haupt- oder Mittelschule in Waldaschaff besuchen. Die ehemals zwei in Waldaschaff ansässigen Kindergärten wurden im Jahr 2011 zur „Kinderwelt Waldaschaff“ zusammengeschlossen.

### Vereine
Die mitgliederstärksten Vereine sind der Sportverein SV Viktoria Waldaschaff, die Feuerwehr Waldaschaff, der Musikverein Waldaschaff und der Ringerverein KSV Bavaria Waldaschaff, der außerdem eine 2010 gegründete Radsport Abteilung hat. Des Weiteren gibt es den Tischtennisclub TTC Waldaschaff, die Modellsportgruppe 1977, den Motorsportclub, die SC Breite Wiese, den Schützenverein „Grünthal“ 1903, den Angelsportverein 1975, den Imkerverein, den Freundeskreis Clonakilty und einen Vereinsring.

## Söhne und Töchter der Stadt
- Peter Winter (* 1954), Politiker (CSU), Bayerischer Landtagsabgeordneter
- Herbert Hoos (* 1965), deutscher Fußballspieler
- Anna Schell (* 1993), deutsche Ringerin
- Eva Sauer (* 1995), deutsche Ringerin

## Kurioses
Die Waldaschaffer werden als „Herrgottsdiebe“ gehänselt, weil Ortsansässige am 11. September 1811 das Bessenbacher Posthalterkreuz entwendet haben sollen.
Der in Waldaschaff öfter vorkommende Familienname Hussy geht zurück auf den Waldaschaffer Jäger Philipp Adolph Hussy. Vermutlich in den Türkenkriegen in der Festung Munkatsch gefangen, getauft und christlich erzogen, soll er ursprünglich Husseyn geheißen haben, sich später Hussy geschrieben und 1698 in Waldaschaff eingeheiratet haben.